# Axel von dem Bussche-Streithorst
Pour les articles homonymes, voir von dem Bussche.
Le baron Axel von dem Bussche-Streithorst est un officier allemand de la Seconde Guerre mondiale, né le 24 avril 1919 à Brunswick et mort le 26 janvier 1993 à Bonn. Il a en outre été un résistant au Troisième Reich.

## Biographie
Il planifia un attentat-suicide contre Adolf Hitler lors d'une présentation de nouveaux uniformes en novembre 1943. 
Modifiant le retardateur d'une mine terrestre, il ne put passer à l'acte car le convoi d'uniformes fut bloqué à la suite d'un bombardement allié des voies de chemins de fer. Par la suite, il fut blessé et ne put retenter son action. 
Un jeune officier, Ewald Heinrich von Kleist-Schmenzin, planifia lui aussi un attentat-suicide d'une manière similaire, sans arriver à approcher Hitler. À cause de son hospitalisation, von dem Bussche ne prit pas part avec Claus von Stauffenberg au complot du 20 juillet 1944 contre Adolf Hitler au Wolfsschanze. 
Non dénoncé et gardant le secret de son implication, il ne fut jamais condamné et est donc l'un des rares survivants du complot.

Axel von dem Bussche-Streithorst servit dans la 23e division d'infanterie.